# Plave
Plave (кор. 플레이브) — південнокорейський віртуальний бой-бенд, створений VLast. До гурту входять п'ятеро учасників: Ной, Бембі, Єджун, Инхо і Хамін. Гурт офіційно дебютував 12 березня 2023 року, випустивши свій перший сингл-альбом Asterum.

## Учасники
- Ной (кор. 노아)
- Бембі (кор. 밤비)
- Єджун (кор. 예준)
- Инхо (кор. 은호)
- Хамін (кор. 하민)

## Дискографія

### Сингл-альбоми
| Назва   | Деталі альбому                                                                       | Пікові позиції у чартах | Продажі                  |
| Назва   | Деталі альбому                                                                       | KOR                     | Продажі                  |
| ------- | ------------------------------------------------------------------------------------ | ----------------------- | ------------------------ |
| Asterum | - Реліз: 12 березня 2023 - Лейбл: VLast - Формат: CD, цифрове завантаження, стриминг | 12                      | - Південна Корея: 75,000 |

### Сингли
| Назва                     | Рік  | Пікові позиції у чартах | Альбом            |
| Назва                     | Рік  | KOR                     | Альбом            |
| ------------------------- | ---- | ----------------------- | ----------------- |
| «Wait for You» (기다릴게) | 2023 | —                       | Asterum           |
| «Why?» (왜요 왜요 왜?)    | 2023 | 87                      | Сингл без альбому |

### Інші пісні у чартах
| Назва         | Рік  | Пікові позиції у чартах | Альбом  |
| Назва         | Рік  | KOR Down.               | Альбом  |
| ------------- | ---- | ----------------------- | ------- |
| «Pixel World» | 2023 | 71                      | Asterum |

## Нотатки
1. ↑  Сингл «Wait for You» не потрапив у Circle Digital Chart, але посів 39 місце у Circle Download Chart[5].